# Josef Pirrung
Josef Pirrung (Münchweiler an der Rodalb, 24 luglio 1949 – 11 febbraio 2011) è stato un calciatore tedesco, di ruolo centrocampista.

## Carriera

### Club
Ha speso l'intera carriera nel Kaiserslautern, tranne l'ultima annata giocata con il Wormatia Worms.

### Nazionale
In Nazionale ha esordito il 20 novembre 1974 nella partita contro la Grecia valida per le Qualificazioni al campionato europeo di calcio 1976, entrando nei minuti finali al posto di Jupp Heynckes; il suo secondo e ultimo incontro fu contro Malta, un mese dopo, sempre per le qualificazioni agli europei: disputò il primo tempo, prima di essere sostituito da Bernd Nickel.

## Statistiche

### Cronologia presenze e reti in Nazionale
| Cronologia completa delle presenze e delle reti in nazionale ― Germania Ovest | Cronologia completa delle presenze e delle reti in nazionale ― Germania Ovest | Cronologia completa delle presenze e delle reti in nazionale ― Germania Ovest | Cronologia completa delle presenze e delle reti in nazionale ― Germania Ovest | Cronologia completa delle presenze e delle reti in nazionale ― Germania Ovest | Cronologia completa delle presenze e delle reti in nazionale ― Germania Ovest | Cronologia completa delle presenze e delle reti in nazionale ― Germania Ovest | Cronologia completa delle presenze e delle reti in nazionale ― Germania Ovest |
| Data                                                                          | Città                                                                         | In casa                                                                       | Risultato                                                                     | Ospiti                                                                        | Competizione                                                                  | Reti                                                                          | Note                                                                          |
| ----------------------------------------------------------------------------- | ----------------------------------------------------------------------------- | ----------------------------------------------------------------------------- | ----------------------------------------------------------------------------- | ----------------------------------------------------------------------------- | ----------------------------------------------------------------------------- | ----------------------------------------------------------------------------- | ----------------------------------------------------------------------------- |
| 20-11-1974                                                                    | Pireo                                                                         | Grecia                                                                        | 2 – 2                                                                         | Germania Ovest                                                                | Qual. Euro 1976                                                               | -                                                                             | 81’                                                                           |
| 22-12-1974                                                                    | Gżira                                                                         | Malta                                                                         | 0 – 1                                                                         | Germania Ovest                                                                | Qual. Euro 1976                                                               | -                                                                             | 46’                                                                           |
| Totale                                                                        |                                                                               | Presenze                                                                      | 4                                                                             |                                                                               | Reti                                                                          | 0                                                                             |                                                                               |